# 筋弛緩モニタ

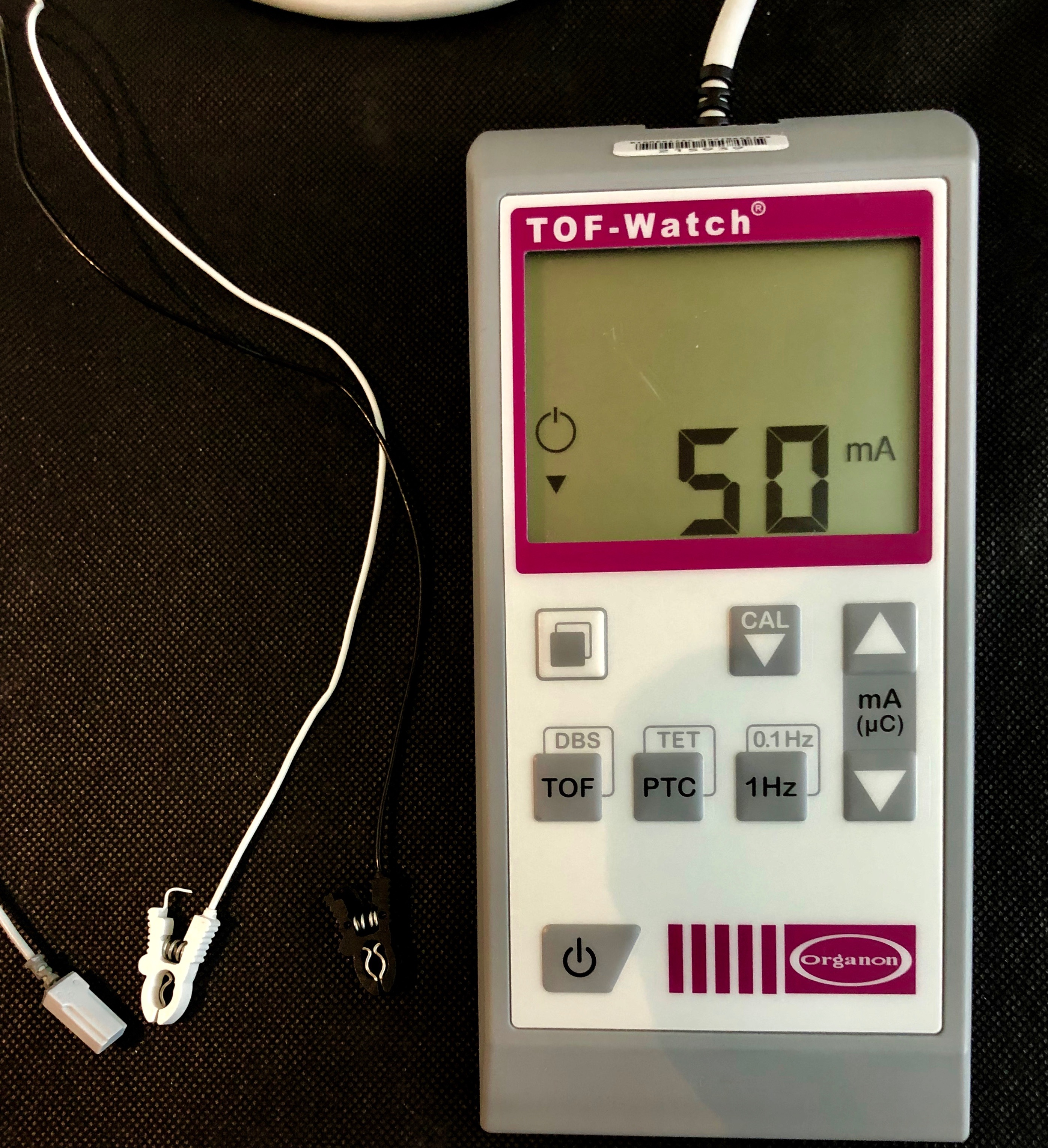
加速度検知型筋弛緩モニタ

筋弛緩モニタ（きんしかんモニタ、英: neuromuscular monitoring）は、筋弛緩薬のモニタリングを行う装置。

## 概要
筋弛緩薬を使用する症例では、その効果を確かめるために筋弛緩のモニタリングを必要に応じて行う。特に、気管挿管などの深い筋弛緩状態を維持する必要があるときや、抜管時の回復状態の判定時に用いる 。

## 種類
客観的モニターと主観的モニターがある。

### 客観的モニター
末梢神経刺激下に支配筋の活動電位、あるいは筋収縮の張力や速度をトランスデューサーで計測し、筋弛緩効果と筋弛緩からの回復を数値として客観的に評価できるモニター。
1. 筋張力モニタ：筋収縮力を計測するモニター。
2. 筋電図モニタ：筋複合活動電位を測定するモニター。
3. 加速度検知型筋弛緩モニタ：測定筋上に貼付した加速度トランスデューサーにかかる加速度の変化率から筋収縮力を測定する。トランスデューサーは小型であり、多くの筋に対応できる。加速度感知の感受性も高く、顔面筋の小さな動きもデータとして表示可能である。TOF(train-of-four)ウォッチTMは小型で操作性が良かったが、販売終了となっている。
4. 圧電気モニタ：母指内転筋収縮を測定する、設置が簡便なモニター。

### 主観的モニター
主に術中に、簡易的末梢刺激装置で四連(TOF)刺激に対する反応数(TOFカウント)を観察し、筋弛緩薬投与のタイミングを計るのに用いられる。TOFカウントが1～2以下になるように筋弛緩薬と投与すれば、開腹手術時の至適筋弛緩が概ね維持される。
筋の動きを主観的に見たり、感じたりするのみであるため、評価に確実性がなく、特に筋弛緩からの至適回復を評価することは困難である。

## 神経と筋の選択
尺骨神経-母指内転筋、顔面神経-皺眉筋や眼輪筋、脛骨神経-母趾屈筋群、咬筋神経-咬筋、などの組み合わせが利用され、モニタリングする筋によって筋弛緩薬への反応が異なる。
皺眉筋でのモニタリングは横隔膜や喉頭筋の筋弛緩状態をよく反映するため、より早い気管挿管のタイミングを推定したり、バッキングや吃逆予防のために深い筋弛緩を維持したりすることに適する。
母指内転筋は回復が最も遅いため、筋弛緩からの十分な回復を評価することに適する。

## 神経刺激法
1. 四連(TOF)刺激: 2Hzの4連続刺激を1サイクルとし、12～15秒ごとに繰り返す方法。作用発現から、維持、回復までを通じて用いることができる。四つの収縮反応を最初から順番にT1、T2、T3、T4と呼ぶ(Tはtwitchの略)[2]。
2. ダブルバースト刺激: 筋弛緩からの回復期に、750msec間隔の二つのバースト刺激による反応間に減衰が触知できるかを評価する方法[2]。
3. テタヌス刺激: 50～100Hzの高頻度刺激を5秒間維持し、筋収縮中の減衰の有無から、筋弛緩からの回復を判定する方法。テタヌス刺激後には一時的な筋収縮高の増大(PTP: posttetanic potentiation)が認められる。[1] 刺激による痛みを伴うため、覚醒時には応用しにくい[2]。
4. ポストテタニックカウント(PTC: post-tetanic count): 単収縮刺激やTOF刺激では、全く筋収縮反応が認められない非常に深い筋弛緩状態から、何分後にTOF刺激に対する筋収縮が回復してくるかを予測する方法。50Hz、5秒間のテタヌス刺激後の1Hz刺激に対して、何回筋収縮が認められるかがPTCである[2]。

### 四連反応比(TOF比: train-of-four ratio)
TOF比=T4収縮高/T1収縮高。
筋弛緩薬投与前はT1からT4の収縮力は同じであり、TOF比=1である。
非脱分極性筋弛緩薬による部分遮断時には減衰(fade)反応を観察できるが、脱分極性遮断時には基本的に減衰は認められない。TOF比>0.9が非脱分極性遮断からの至適回復の客観的指標とされる。